# Attignat
Attignat és un municipi francès situat al departament de l'Ain i a la regió d'Alvèrnia-Roine-Alps. L'any 2007 tenia 2.567 habitants.

## Demografia

### Població
El 2007 la població de fet d'Attignat era de 2.567 persones. Hi havia 972 famílies de les quals 216 eren unipersonals (88 homes vivint sols i 128 dones vivint soles), 304 parelles sense fills, 404 parelles amb fills i 48 famílies monoparentals amb fills.
La població ha evolucionat segons el següent gràfic:
Habitants censats

### Habitatges
El 2007 hi havia 1.042 habitatges, 979 eren l'habitatge principal de la família, 13 eren segones residències i 50 estaven desocupats. 886 eren cases i 153 eren apartaments. Dels 979 habitatges principals, 737 estaven ocupats pels seus propietaris, 226 estaven llogats i ocupats pels llogaters i 16 estaven cedits a títol gratuït; 3 tenien una cambra, 40 en tenien dues, 117 en tenien tres, 284 en tenien quatre i 535 en tenien cinc o més. 797 habitatges disposaven pel capbaix d'una plaça de pàrquing. A 343 habitatges hi havia un automòbil i a 593 n'hi havia dos o més.

### Piràmide de població
La piràmide de població per edats i sexe el 2009 era:
| Homes | Edats   | Dones |
| ----- | ------- | ----- |
| 0     | 95 o +  | 0     |
| 0     | 90 a 94 | 4     |
| 12    | 85 a 89 | 16    |
| 4     | 80 a 84 | 16    |
| 24    | 75 a 79 | 20    |
| 32    | 70 a 74 | 44    |
| 40    | 65 a 69 | 56    |
| 48    | 60 a 64 | 28    |
| 68    | 55 a 59 | 52    |
| 72    | 50 a 54 | 60    |
| 100   | 45 a 49 | 104   |
| 88    | 40 a 44 | 32    |
| 80    | 35 a 39 | 108   |
| 60    | 30 a 34 | 56    |
| 72    | 25 a 29 | 56    |
| 52    | 20 a 24 | 24    |
| 104   | 15 a 19 | 56    |
| 56    | 10 a 14 | 60    |
| 40    | 5 a 9   | 84    |
| 44    | 0 a 4   | 52    |

## Economia
El 2007 la població en edat de treballar era de 1.675 persones, 1.316 eren actives i 359 eren inactives. De les 1.316 persones actives 1.260 estaven ocupades (667 homes i 593 dones) i 56 estaven aturades (16 homes i 40 dones). De les 359 persones inactives 145 estaven jubilades, 130 estaven estudiant i 84 estaven classificades com a «altres inactius».

### Ingressos
El 2009 a Attignat hi havia 1.061 unitats fiscals que integraven 2.860 persones, la mediana anual d'ingressos fiscals per persona era de 19.415,5 €.

### Activitats econòmiques
Dels 114 establiments que hi havia el 2007, 1 era d'una empresa extractiva, 3 d'empreses alimentàries, 2 d'empreses de fabricació d'elements pel transport, 5 d'empreses de fabricació d'altres productes industrials, 22 d'empreses de construcció, 24 d'empreses de comerç i reparació d'automòbils, 9 d'empreses de transport, 3 d'empreses d'hostatgeria i restauració, 1 d'una empresa d'informació i comunicació, 3 d'empreses financeres, 3 d'empreses immobiliàries, 14 d'empreses de serveis, 19 d'entitats de l'administració pública i 5 d'empreses classificades com a «altres activitats de serveis».
Dels 34 establiments de servei als particulars que hi havia el 2009, 1 era una oficina de correu, 5 tallers de reparació d'automòbils i de material agrícola, 1 taller d'inspecció tècnica de vehicles, 1 autoescola, 3 paletes, 4 guixaires pintors, 2 fusteries, 3 lampisteries, 6 electricistes, 4 perruqueries, 2 restaurants i 2 agències immobiliàries.
Dels 7 establiments comercials que hi havia el 2009, 2 eren botiges de menys de 120 m², 2 fleques, 1 una fleca, 1 una botiga de roba i 1 una joieria.
L'any 2000 a Attignat hi havia 35 explotacions agrícoles que ocupaven un total de 670 hectàrees.

## Equipaments sanitaris i escolars
L'únic equipament sanitari que hi havia el 2009 era una farmàcia.
El 2009 hi havia 2 escoles elementals.

## Poblacions més properes
El següent diagrama mostra les poblacions més properes.